# Chenuala heliaspis
Chenuala heliaspis är en fjärilsart som beskrevs av Edward Meyrick 1891. Chenuala heliaspis ingår i släktet Chenuala och familjen Anthelidae. Inga underarter finns listade i Catalogue of Life.

## Bildgalleri

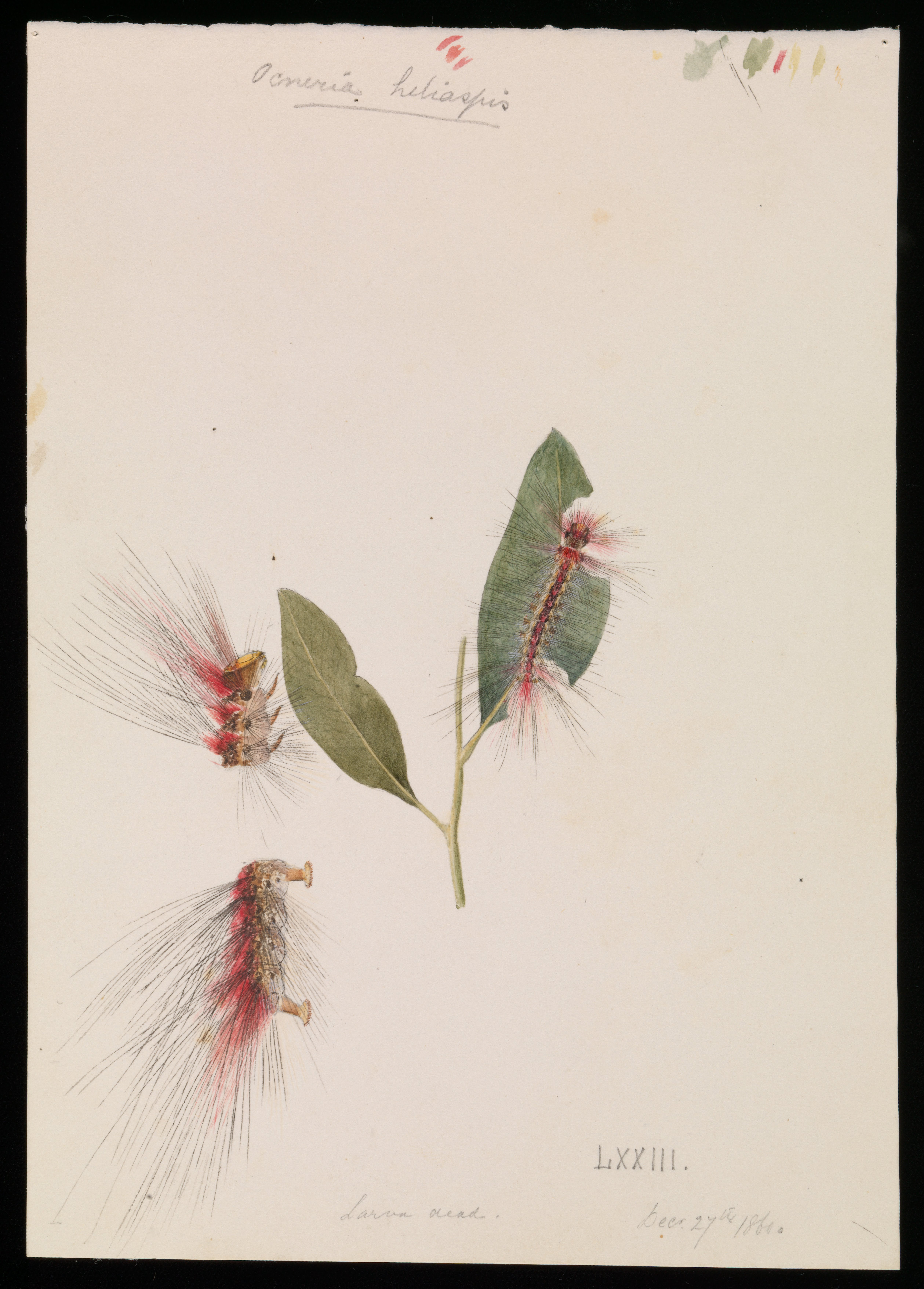
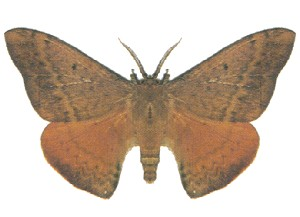
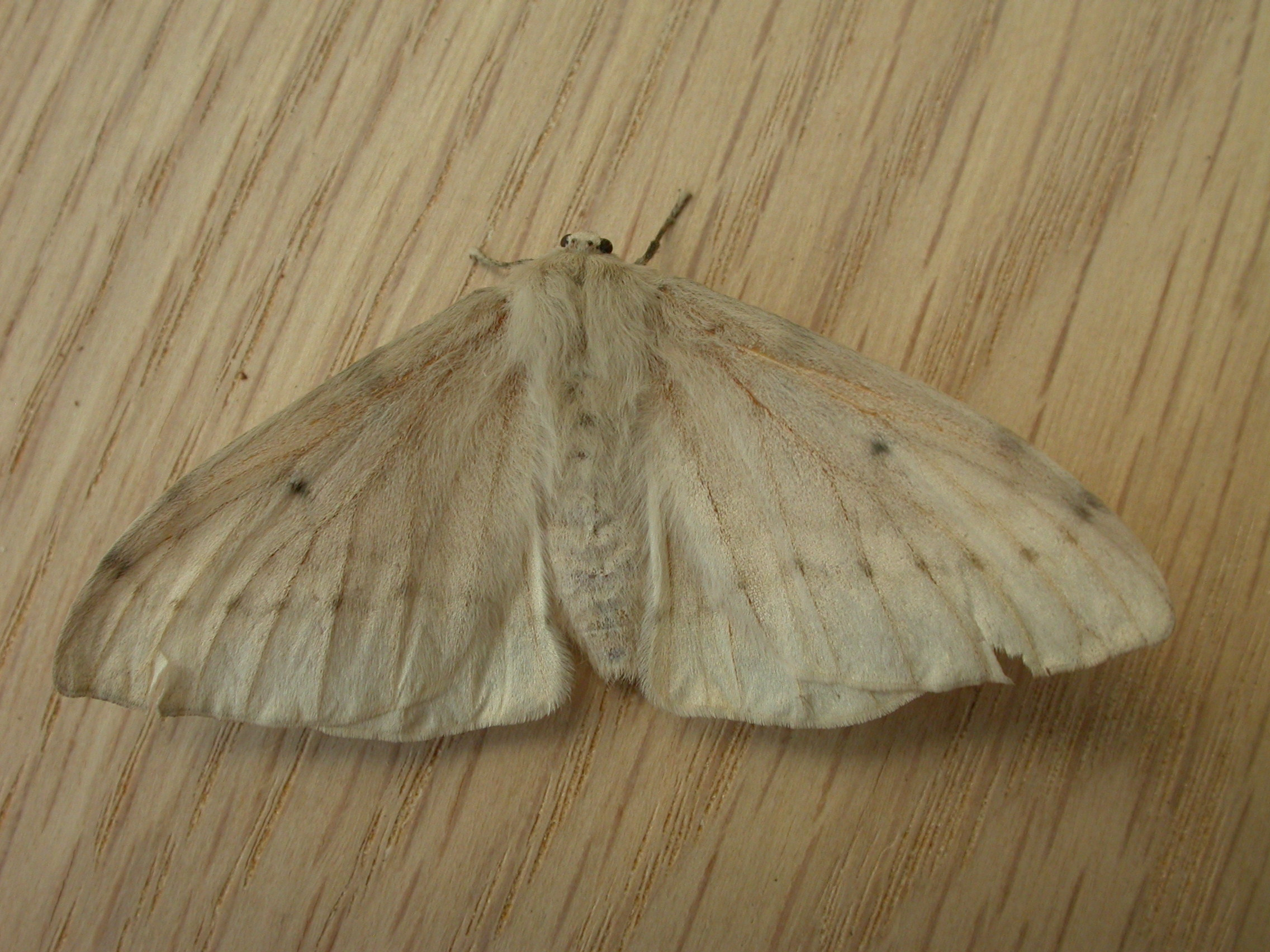
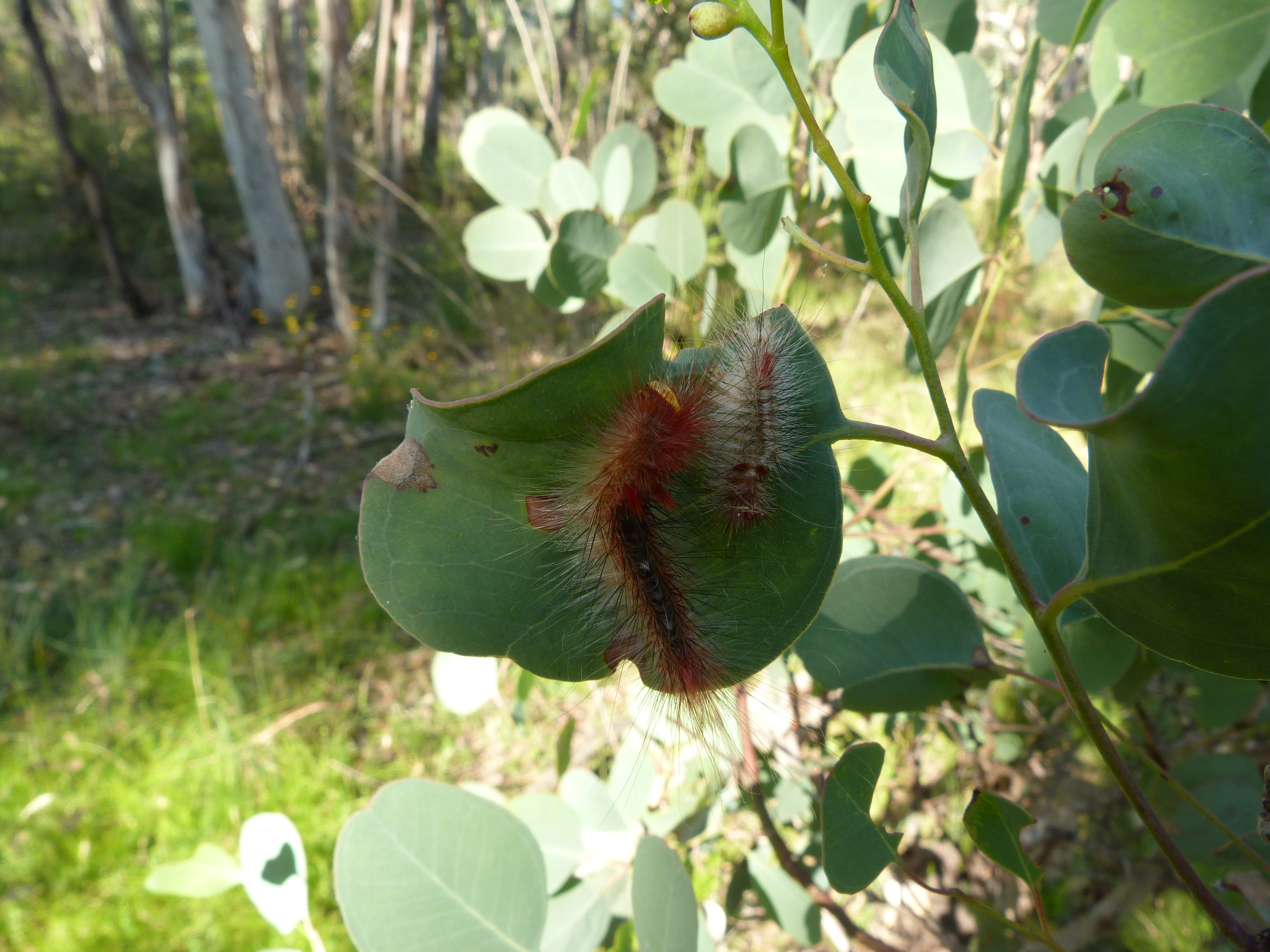
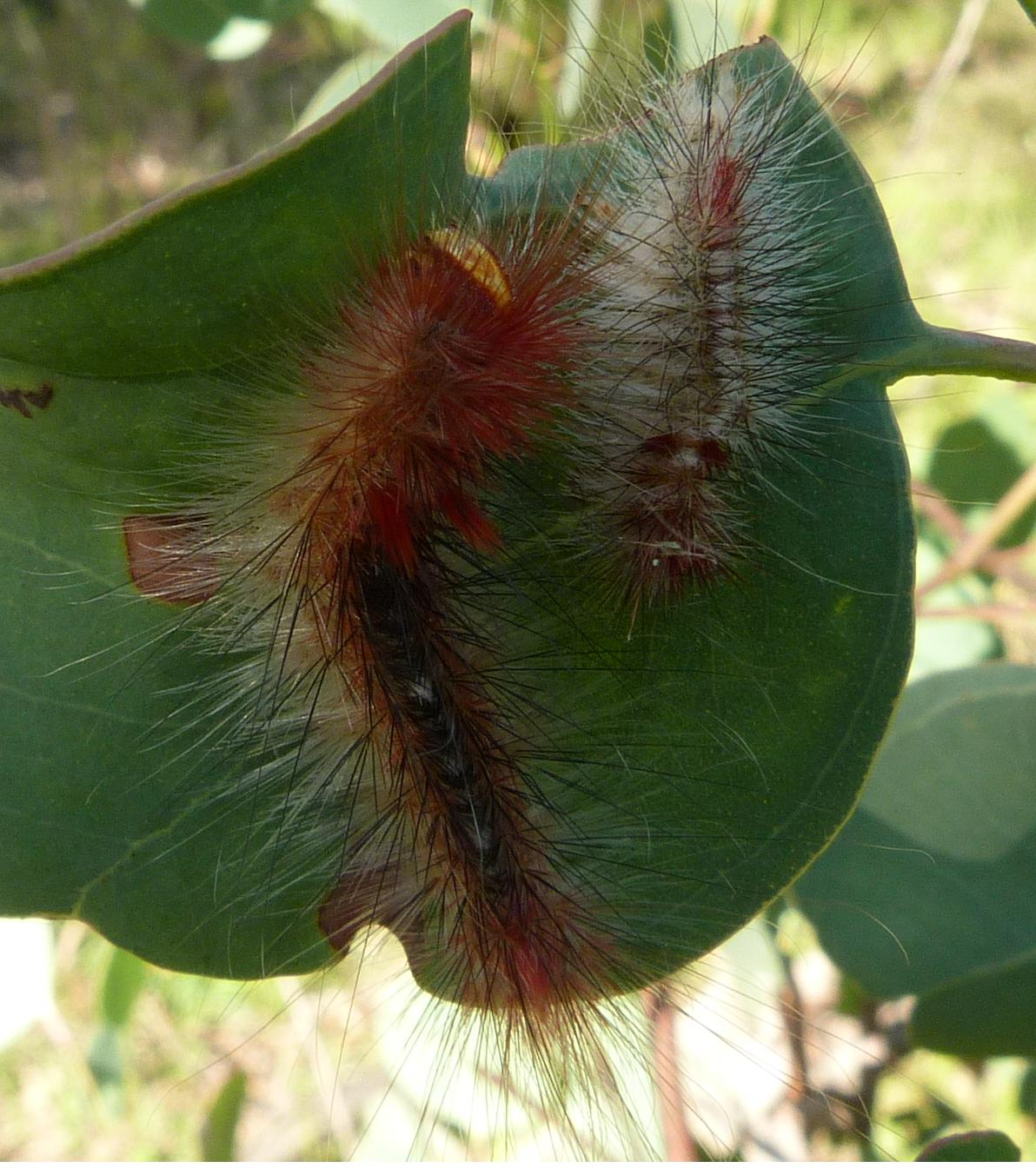